# Gerardo Basaes
Gerardo Patricio Basaes Bórquez (Catapilco, Comuna de Zapallar, Chile, 26 de julio de 1989) es un futbolista chileno. Juega de volante.

## Clubes
| Club                  | País           | Año       |
| --------------------- | -------------- | --------- |
| Magallanes            | Chile          | 2008      |
| Universidad Católica  | Chile          | 2009-2010 |
| Ñublense              | Chile          | 2011-2012 |
| Deportes Puerto Montt | Chile          | 2012-2013 |
| Deportes Melipilla    | Chile          | 2014-2016 |
| Golden State Force    | Estados Unidos | 2016-2017 |
| San Antonio Unido     | Chile          | 2017-2019 |

## Palmarés

### Campeonatos nacionales
| Título           | Club                 | País  | Año  |
| ---------------- | -------------------- | ----- | ---- |
| Primera División | Universidad Católica | Chile | 2010 |